# Композер (софтвер)
Композер је апликација намењена управљању пакета за програмски језик PHP која пружа стандардни формат за управљање PHP софтвером и одговарајућим библиотекама. Развијен је од стране Нилс Адермана и Џорди Богиана, који и даље раде на његовом одржавању. Развој пројекта су започели априла 2011. године и прва верзија се појавила 1. марта 2012. Композер је инспирисан Node.js-овим npm-ом (енгл. Node Package Manager) и Рубијевим "бандлером". Алгоритам за управљање фајловима и библиотекама који се користи у оквиру Композер програма започео је као PHP верзија опенСУСЕ-овог libzypp SAT решавача.
Композер се покреће путем командне линије и тада се инсталирају све потребне библиотеке које корисник захтева. Такође омогућава корисницима да инсталирају PHP апликације које су доступне на "Пакиџист"-у сервису који представља главни репозиторијум доступних пакета. Обезбеђује и функцију аутоматског покретања за библиотеке које то захтевају како би се олакшало коришћење кода.
Користи се и као саставни део неколико популарних PHP пројеката отвореног кода, укључујићи и Ларавел.
Лого пројекта приказује диригента, а не композитора. Мада, неколико програмера у Композер заједници, тврди да је лого слика познатог композитора - Бетовена.

## Подржани фрејмворци
- Симфони верзија 2 и новије
- Ларавел верзија 4 и новије
- КодИгнајтер верзија 3.0 и новије
- КејкПХП верзија 3.0 и новије
- ФјуелПХП верзија 2.0 и новије
- Друпал верзија 8 и новије
- СилверСтрајп верзија 3.0 и новије
- Магенто верзија 2.0 и новије
- Ји
- Зенд фрејмворк верзија 1 и новије